# Lygaeoscytus
Lygaeoscytus is een geslacht van wantsen uit de familie van de Miridae (Blindwantsen). Het geslacht werd voor het eerst wetenschappelijk beschreven door Odo Reuter in 1893.

## Soorten
Het genus bevat de volgende soorten:

- Lygaeoscytus carnarvon Namyatova & Cassis, 2022
- Lygaeoscytus cimicoides Reuter, 1893